# Хоккейная площадка
Хоккейная площадка — поверхность белого льда, ограниченная бортами, являющаяся местом проведения матчей по хоккею с шайбой.

## Хоккей с шайбой
В правилах Международной федерации хоккея на льду (ИИХФ) и Национальной хоккейной лиги (НХЛ) размеры хоккейной площадки различаются. По правилам ИИХФ максимальный размер площадки 61 х 37 метров, минимальный допустимый — 56 х 26 метров; в официальных соревнованиях под эгидой ИИХФ допускается размеры 60 м в длину и 29 м в ширину. В то же время на Зимних Олимпийских играх 2010 года в Ванкувере соревнования проводились на площадке с промежуточным размером. Правила НХЛ предписывают размер площадки в 200х85 футов, то есть 60,96 х 25,90 метров, таким образом площадки в НХЛ на 3,1 метра уже, чем по международным правилам. Считается, что меньшие размеры способствуют силовой борьбе, броскам по воротам, игре у бортов, в то время как широкая площадка даёт больше простора для комбинационной игры.
Углы площадки должны быть скруглены дугой окружности радиусом от 7 м до 8,5 м по правилам ИИХФ и 28 футов (8,53 м) в НХЛ. В краях площадки расположены хоккейные ворота. Ширина ворот — 1,83 метра, высота — 1,22 метра (6х4 фута). Поверхность льда должна быть гладкой и позволять шайбе скользить без затруднений, а также основание под ним должно быть выкрашено в светло-серый цвет RAL 7035.
Высота бортов, окаймляющих площадку по периметру, над уровнем льда составляет 117—122 сантиметров по правилам ИИХФ и 40—48 дюймов (102—122 см) по правилам НХЛ. Оптимальной высотой борта в НХЛ считается 42 дюйма (107 см). Поэтому во время силовых приёмов у скамеек запасных игроков в НХЛ хоккеисты иногда перелетают через борт, что на площадках соответствующим правилам ИИХФ бывает намного реже. Над бортами с задней стороны площадки расположены прозрачные заградительные щиты, сделанные из безопасного ударостойкого стекла, минимальная высота заградительных щитов по правилам ИИХФ за воротами 1,6 метров, по длинным сторонам борта 0,8 метра.
На поверхности площадки нанесены 5 линий. 2 из них называются линиями ворот, их ширина 5 сантиметров, цвет — красный. 2 линии синего цвета шириной 30 сантиметров, делят пространство между линиями ворот на 3 равные зоны (зону защиты, нейтральную зону и зону атаки). По центру площадки проведена центральная линия (цвет линии не принципиален). Помимо линий на поверхности также отмечены места для вброса шайбы, вратарские зоны и зона судей. В последнее время на поверхность площадки разрешено наносить логотипы спонсоров команд, либо иную рекламу ограниченного размера.
Если хоккейная площадка находится в крытом помещении, для поддержания оптимальных характеристик ледяного покрытия на протяжении всего хоккейного матча, в перерывах между периодами игры, верхний слой ледовой площадки обновляется специальными замораживающими лёдоукладочными машинами.
Все выходы с хоккейной площадки вмонтированы в борта, и открываются в сторону трибун.